# Temperatuur (muziek)
In de muziektheorie wordt een (muzikale) stemming met temperatuur of getempereerde stemming aangeduid, soms ook naar analogie met de Engelse term als temperament, als in afwijking van de reine of de pythagoreïsche stemming enige intervallen getempereerd zijn, wat inhoudt dat ze enigszins afwijkend van hun natuurlijke reinheid gestemd zijn. Zulke stemmingen zijn ontwikkeld om het mogelijk te maken op instrumenten met een vaste stemming toch in verschillende toonsoorten te kunnen spelen. Voorbeelden van getempereerde stemmingen zijn:
- middentoonstemming
- Werckmeister-stemmingen
- Kirnbergerstemming
- gelijkzwevende stemming

De temperatuur van een stemming is van grote invloed op de kleuring van akkoorden. De klankkleur wordt onrustiger naarmate de stemming verder afwijkt van de reine stemming. Ook oversturing leidt tot een grotere onrust in de klank als er meersnarig gespeeld wordt. Met behulp van alternatieve stemmingen kan er in sommige gevallen om die reden een juistere consonantie gehaald worden, die met een gangbare gitaarstemming onhaalbaar is.
Pianostemmers duiden met "temperatuur" (of temperament) ook wel het gebied van 1,5 octaaf aan, dat loopt vanaf de centrale A440 Hz op de piano naar de baskant. Voordat de rest van de piano aan de beurt komt, worden de intervallen hier precies gestemd (het "leggen van de temperatuur"). 